# 大阪府立阿倍野高等学校
大阪府立阿倍野高等学校（おおさかふりつあべのこうとうがっこう、英称：Osaka Prefectural Abeno High School）は、大阪府大阪市阿倍野区にある公立高等学校。

## 概要
1922年に旧制高等女学校として創立した。全日制普通科を設置している。学校は大阪市阿倍野区の中央部付近にある。
有料ではあるが、大手進学塾と提携し、放課後に英数国の「阿倍高塾」を週数回開講している。
現行の校歌は詩人の安西冬衛が作詞した。新制高等学校制度の発足直後、旧制高等女学校時代の校歌に代わる新時代の校歌を制定しようと、生徒会の意見も採り入れながら職員会議で議論した。職員会議では当時国語科教諭として当校に在籍していた詩人・伊東静雄に依頼しようという方向でまとまった。しかし伊東は病気療養中だったために「病人が新たな時代の校歌を作るわけにはいかない」として固辞し、知人の安西冬衛を紹介した。その縁で安西が作詞することになった。
2013年度から朝の10分間モジュール学習を実施している。英語を中心に書き取りドリル学習を行い、5日間実施で1単位として認定する。

## 沿革

### 旧制阿部野高等女学校
1922年3月に大阪府公報第925号によって設立が認可され、同年4月に大阪府立第十一高等女学校として開校した。当初は西区泉尾町（現在の大正区泉尾3丁目）の大阪府立泉尾高等女学校を仮校舎とした。
1922年中に校地の買収と建設工事がおこなわれ、1923年4月に東成郡天王寺村大字天王寺字東中道（現在の阿倍野区阪南町1丁目。現在地）に移転した。現在地への移転と同時に大阪府立阿部野高等女学校へと改称している。
昭和時代初期には太平洋戦争の戦局悪化により、1944年から1945年にかけて大阪府阿部野臨時国民学校教員養成所を併設し、召集などで不足した国民学校教員の養成もおこなっていた。また1944年以降、3年生以上の生徒は勤労動員の対象となり、近隣の藤永田造船所や早川電機などへの動員がおこなわれた。

### 阿倍野高等学校
学制改革により1947年に新制中学校制度が発足したことに伴い、阿倍野高等女学校では旧制高等女学校としての生徒募集を停止した上で、新制の併設中学校を設置し、2・3年生を併設中学校へ移行させた。
翌1948年には新制高等学校制度の発足により、大阪府立阿部野高等学校となった。この際、大阪府立住吉高等学校（旧制大阪府立住吉中学校）と高校1年・併設中学校3年の生徒および教職員を交流して男女共学になっている。生徒交流の際、住吉・阿部野の両校とも、それぞれ元の学校に残りたいと希望する生徒が多数を占めたため、最終的には生徒の住所で両校に振り分ける形になった。
新制高等学校として出発した直後の1948年5月には、義務教育優先としたGHQの方針により、校舎を新制阿倍野第二中学校（1949年大阪市立文の里中学校に改称）および新制阿倍野第四中学校（1949年大阪市立松虫中学校に改称）の2校に転用することになった。このため校舎を使えなくなった阿部野高校は、住吉高校内に移転する形で2校同居することになった。
阿部野・住吉の2校同居当時両校の校長を同一人物が兼任していたことや、新制中学校の独立校舎建設が進まなかったことで、阿部野・住吉の両校合併や阿部野高校廃校も噂された。しかし1950年に松虫中学校が独立校舎を建てて退去したことに伴い校舎を一部復帰し、1年生が阿部野高校の校舎で学んだ。1950年時点では文の里中学校が引き続き校舎を使用していたので同中学校と同居する形になっていたが、1951年に文の里中学校が独立校舎を建てて退去したことに伴い校舎を全面復帰し、住吉高校から完全に引き上げた。
また1950年12月には、隣接地にあった私立燈影女学院高等学校を大阪府が買収し、阿部野高校の校地に組み入れる形で校地拡張をおこなっている。燈影女学院高等学校の生徒は、転入試験の受験・合格を条件に阿部野高校への転入学が認められた。
新制高等学校発足当時、1948年の大阪府条例により校名は「阿部野」となっていた。1954年に条例改正がおこなわれ、現在の「阿倍野」の表記へと変更されている。

### 年表

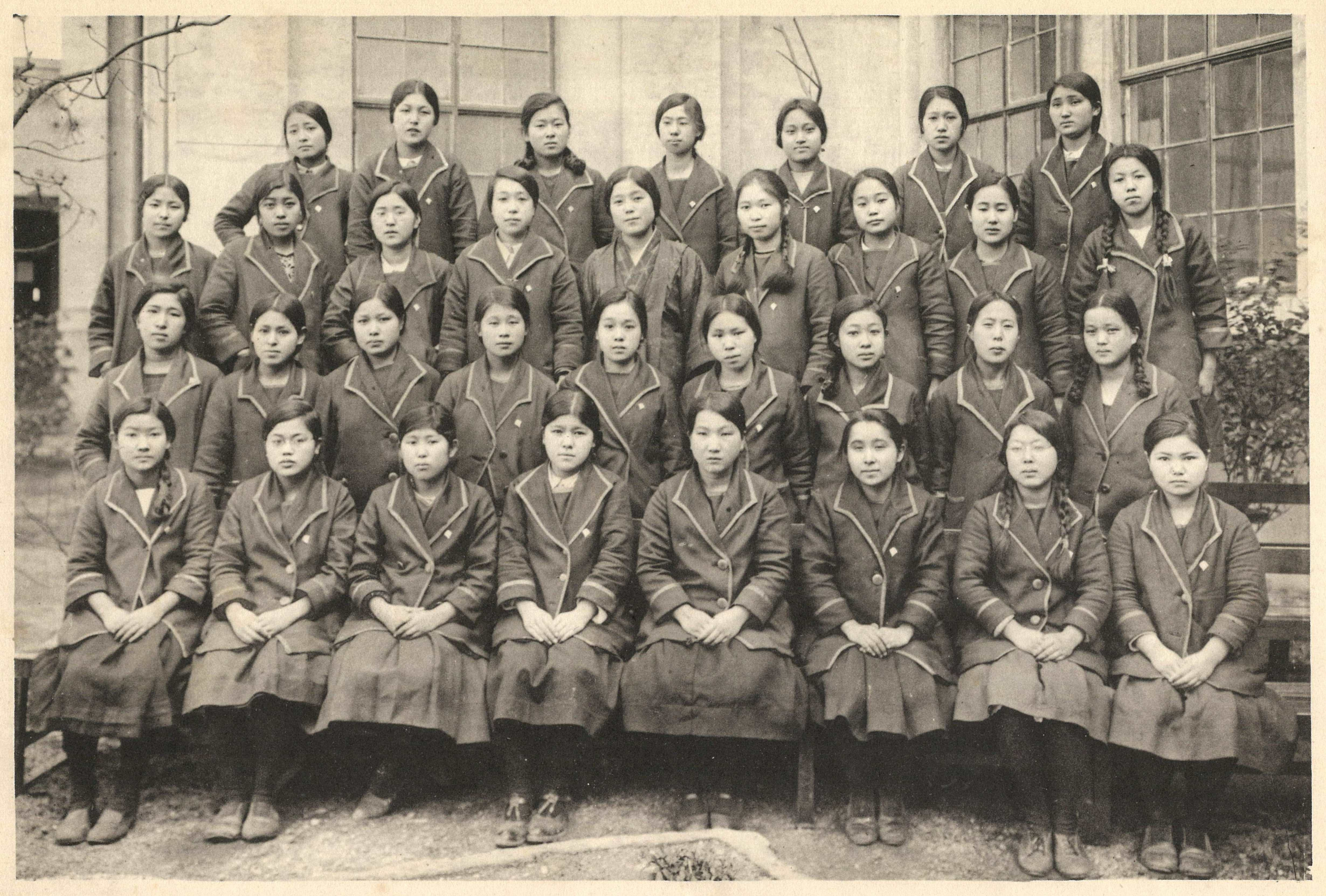
第1回卒業生の一部（1927年3月）。1920～1930年代には関西の多くの女学校がセーラー服の制服を導入したが、本校は当時としては珍しいスーツタイプを採用した。これは初代校長が、女学校に入学するにあたり大人の女性になってほしいとの思いから、セーラー服のような子供の服ではいけないと考えたからだという。写真には一部和服の生徒も見える。

- 1922年4月 - 大阪府立第十一高等女学校として、大阪府立泉尾高等女学校内で開校。
- 1923年4月 - 大阪府立阿部野高等女学校に改称、現在地に移転。
- 1924年11月- 校舎落成式開校式を挙行し、11月3日を開校記念日と設定。
- 1948年4月 - 学制改革により、大阪府立住吉中学校（現・大阪府立住吉高等学校）と生徒・教職員を交流して、男女共学の大阪府立阿部野高等学校となる。校章制定。
- 1948年5月 - 校舎の新制中学校への転用により、住吉高等学校内に移転して2校同居。
- 1950年 - 現在地に一部復帰。校歌制定。
- 1951年 - 現在地に完全復帰。制服・校旗制定。
- 1954年7月 - 大阪府立阿倍野高等学校に改称。
- 1958年11月 - 創立記念日を11月11日に改定。
- 1960年 - 硬式野球部が大阪府代表として春のセンバツ高校野球（第32回選抜高等学校野球大会）に初出場。
- 2001年9月 - 学校情報ネットワーク開始。
- 2003年1月 - NPO法人「学びネット阿倍野」設立承認。
- 2010年 - 大阪府教育委員会から「志学」研究校に指定[1]。
- 2012年 - 「難関私立大学への現役進学者数及び伸び」の実績を評価され、大阪府教育委員会より「がんばった学校支援事業」の対象校に選定[1][6][7]。
- 2013年 - 「新モジュール型授業」と「志学活性事業」に向けた「モジュメディアステーション」事業を計画し、大阪府教育委員会から「学校経営推進費」支援校に指定される[8][9]。

## 部活動
1960年には硬式野球部が大阪府代表として、第32回選抜高等学校野球大会に出場している。

## 出身者
- 逸見政孝 - 元フジテレビアナウンサー
- 乾浩明 - 元朝日放送アナウンサー
- 大屋政子 - 歌手・タレント
- 置鮎龍太郎 - 声優
- 小松暢 - やなせたかしの妻
- 田中綾子 - 女優
- 長沖渉 - 演出家
- 中沢伊登子 - 元民社党参議院議員
- 中原弘貴 - 俳優
- 中山功太 - ピン芸人（お笑いタレント）
- 野田順子 - 声優
- 土師雅人 - オペラ歌手
- 花紀京 - 元吉本新喜劇
- 藤井ペイジ - 漫才お笑いコンビ「飛石連休」
- 藤原光博- お笑いコンビ「リットン調査団」
- ボンざわーるど - ピン芸人
- 三益愛子 - 女優
- 宮内淳 - 俳優
- 椋本彦之 - グルメ杵屋創業者
- 横山節雄 - 横山ホットブラザーズ

## 関係者
- 伊東静雄 - 詩人。元国語科教諭（旧制住吉中学校より1948年に転任。1953年の死去まで在職）
- 入江伸 - 伸学社元経営者。元国語科教諭
- 黒木ひかる - 女優。宝塚歌劇団26期生（中退）
- 谷省吾 - 神道学者。皇學館大学名誉教授。元教諭（1950年10月-1953年4月）

## 交通
- Osaka Metro御堂筋線昭和町駅より西へ約400m
- Osaka Metro谷町線文の里駅 より西へ約600m
- 阪堺電鉄（上町線）松虫停留場より東へ約700m